# Museo de Spetses
El museo de Spetses es un museo arqueológico, histórico y folclórico de Grecia ubicado en la isla de Spetses, perteneciente a la unidad periférica de Islas. 
Su fundación fue promovida por el arqueólogo Georgios Sotiriou. Está albergado en una mansión que fue construida entre 1795 y 1798 y que fue donada al Estado en 1938.

## Colecciones
En el museo hay una sección con objetos arqueológicos que incluye piezas de cerámica, esculturas, monedas e iconos bizantinos y post-bizantinos.
Por otra parte se encuentran objetos relacionados con la participación de la isla de Spetses en la guerra de independencia de Grecia. Entre ellos se encuentran los huesos de Laskarina Bubulina, retratos, armas, documentos históricos, fotografías y objetos personales.
Otra sección del museo está centrada en los objetos relacionados con el folclore de la isla. Se incluyen obras de arte artesanales, trajes, bordados y objetos de uso cotidiano.